# Коробовский сельсовет (Липецкая область)
Коробовский сельсовет — сельское поселение в Грязинском районе Липецкой области Российской Федерации.
Административный центр — село Коробовка.

## История
Статус и границы сельского поселения установлены Законом Липецкой области от 23 сентября 2004 года № 126-ОЗ «Об установлении границ муниципальных образований Липецкой области»

## Население
| 2010 | 2012 | 2013 | 2014 | 2015 | 2016 | 2017 |
| ---- | ---- | ---- | ---- | ---- | ---- | ---- |
| 783  | ↘771 | ↘742 | ↘741 | ↘733 | ↗747 | ↘729 |
| 2018 | 2021 |      |      |      |      |      |
| ↗758 | ↗788 |      |      |      |      |      |

## Состав сельского поселения
| № | Населённый пункт | Тип населённого пункта       | Население |
| - | ---------------- | ---------------------------- | --------- |
| 1 | Дебри            | деревня                      | ↗28       |
| 2 | Демшинка         | деревня                      | ↘3        |
| 3 | Коробовка        | село, административный центр | ↗451      |
| 4 | Красное Знамя    | посёлок                      | ↗10       |
| 5 | Падворки         | село                         | ↗308      |